# Daska
Daska – miasto w Pakistanie, w prowincji Pendżab. Według danych na rok 1998 liczyło 102 883 mieszkańców.
W mieście rozwinął się przemysł metalowy, włókienniczy, skórzany oraz rzemieślniczy.